# Конякув
Конякув (пол. Koniaków) — село в Польщі, у гміні Істебна Цешинського повіту Сілезького воєводства.
Населення — 3575 осіб (2011).

## Демографія
Демографічна структура станом на 31 березня 2011 року:
|          | Загалом | Допрацездатний вік | Працездатний вік | Постпрацездатний вік |
| -------- | ------- | ------------------ | ---------------- | -------------------- |
| Чоловіки | 1823    | 452                | 1225             | 146                  |
| Жінки    | 1752    | 400                | 1064             | 288                  |
| Разом    | 3575    | 852                | 2289             | 434                  |